# Royaux de Sorel
Die Royaux de Sorel (englisch Sorel Royaux) waren eine kanadische Eishockeymannschaft aus Sorel-Tracy, Québec. Das Team spielte von 1996 bis 2004 in der Québec Semi-Pro Hockey League.

## Geschichte
Die Mannschaft wurde 1996 als Franchise der in diesem Jahr erstmals ausgetragenen Québec Semi-Pro Hockey League gegründet. In dieser verpassten sie in ihren ersten drei Spielzeiten als Dritter bzw. Vierter ihrer Division jeweils den Einzug in die Playoffs um die Coupe Futura. Nachdem die Mannschaft 1999 verkauft und in Royaux de Sorel umbenannt worden war, spielte sie noch weitere fünf Spielzeiten lang in der QSPHL. Größter Erfolg für das Team war das Erreichen der zweiten Playoff-Runde in der Saison 2001/02, den Pokal konnte es jedoch nie gewinnen. Im Anschluss an die Saison 2003/04 wurde das Franchise aufgrund finanzieller Probleme aufgelöst.
Die Lücke, die die Auflösung der Royaux de Sorel in der Stadt hinterließ, wurde noch 2004 durch die Ansiedlung der Mission de Sorel-Tracy gefüllt.